# Oxandra espintana
Oxandra espintana (Spruce ex Benth.) Baill. – gatunek rośliny z rodziny flaszowcowatych (Annonaceae Juss.). Występuje naturalnie w Peru, Kolumbii, Wenezueli, Boliwii oraz Brazylii (w stanie Acre). 

## Morfologia
PokrójZimozielone drzewo lub krzew dorastające do 5–10 m wysokości.
LiścieMają owalny lub podłużnie eliptyczny kształt. Mierzą 6–11 cm długości oraz 2–5 cm szerokości.
OwocePojedyncze mają jajowaty lub odwrotnie jajowaty kształt, zebrane w owoc zbiorowy. Osiągają 10 mm długości.

## Biologia i ekologia
Rośnie w wiecznie zielonych lasach, na terenach nizinnych.